# Sierścień psi
Sierścień psi, wszoł psi Trichodectes canis – pasożyt należący obecnie do Phthiraptera, według dawnej systematyki należał do wszoł. Jest pasożytem psa i kota.
Samiec długości 1,7 mm, samica 1,9 mm. Spłaszczony grzbietowo-brzusznie. Barwy żółtawej. Bytują na całym ciele we włosach, głównie na szyi i głowie. Kosmopolityczny.